# Constellation (Schiff, 1798)
Die Constellation war eine 38-Kanonen-Fregatte der US-amerikanischen Marine. Sie war das erste für die US Navy in Dienst gestellte Schiff. Außerdem war sie das erste Schiff der US Navy, das in See und ins Gefecht ging, ein gegnerisches Schiff besiegte und das erste, welches eine Prise für die Vereinigten Staaten nahm.

## Geschichte

### Bestellung und Hintergrund

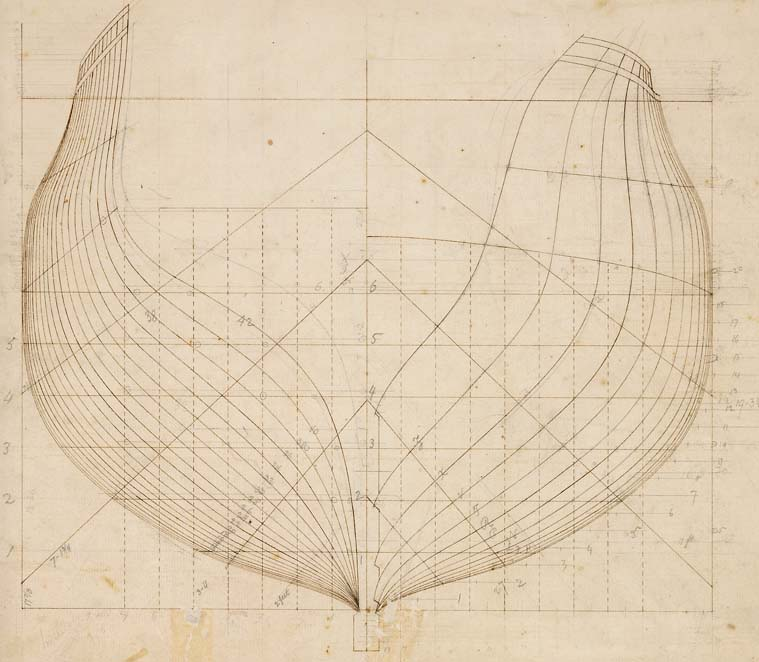
Spantriss der Constellation

Am 27. März 1794 verabschiedete der US-Kongress ein Gesetz zum Bau der ersten Kriegsschiffe der US Navy zum Schutz der amerikanischen Handelsschifffahrt mit besonderem Hinblick auf nordafrikanische Piraten. Die Constellation und ihr Schwesterschiff Congress sowie die Chesapeake, Constitution, President und United States waren die sechs Fregatten dieses ersten Flottenbauprogramms der Vereinigten Staaten.

### Bau
Den Bau der Constellation übernahm Harris Creek Shipyard in Fells Point, Baltimore, wo sie am 7. September 1797 zu Wasser gelassen wurde. Sie wurde später als erstes der sechs bestellten Schiffe in Dienst gestellt.

### Dienstzeit

#### Der Quasi-Krieg gegen Frankreich
Trotz Frankreichs wichtiger Rolle bei der Erlangung der amerikanischen Unabhängigkeit häuften sich in den 1790er Jahren Kaperungen von US-Handelsschiffen durch französische Kaperschiffe. Präsident John Adams beauftragte die US Navy daraufhin, die Handelsrouten amerikanischer Schiffe zu schützen und französische Kaperschiffe zu bekämpfen. Die Constellation wurde unter Kapitän Thomas Truxtun in Dienst gestellt, um umgehend in die amerikanisch-französischen Kampfhandlungen des Quasi-Kriegs eingreifen zu können. Unter dem Kommando von Truxtun kämpfte die Constellation am 9. Februar 1799 gegen die schnelle französische 36-Kanonen-Fregatte Insurgente und konnte sie als Prise aufbringen. Dies war der erste größere Sieg eines Seegefechts für ein amerikanisches Kriegsschiff.

#### Gefecht gegen dieLa Vengeance
Der nächste bemerkenswerte Sieg gelang der Constellation unter Truxtun im Februar 1800 in einem fünfstündigen nächtlichen Gefecht gegen die französische 54-Kanonen-Fregatte La Vengeance. Die hohe Geschwindigkeit des amerikanischen Opponenten inspirierte die Franzosen ihr den Spitznamen "Yankee Racehorse" zu geben.

#### Andere Einsätze
In der Folge diente die Constellation im Krieg gegen die nordafrikanischen Barbareskenstaaten und 1812 im Krieg gegen Großbritannien. 1840 befuhr das Schiff während einer Weltumsegelung als erstes amerikanisches Kriegsschiff die Gewässer Chinas.

#### Abbruch
Im Jahr 1853 wurde die Constellation aus der Flotte gestrichen und auf der Gosport Marinewerft in Norfolk, Virginia, abgebrochen.  Es wurde die Meinung vertreten, die Constellation sei ab 1853 nur grundüberholt worden und somit identisch mit der im selben Jahr auf Kiel gelegten und 1854 in Dienst gestellten Constellation. Dieser Irrtum basiert auf der Listung der neuen Korvette Constellation als „rebuild“ seitens der Marineadministration, um die Genehmigung eines Neubaus sowie die Bewilligung von Geldern beim Congress umgehen zu können. Auch eine Untersuchung des David Taylor Research Centers im Auftrag der US Navy hat ergeben, dass es sich bei der 1854 in Dienst gestellten Constellation um einen Neubau handelt.